# Torre Generali (La Défense)
La torre Generali (Tour Generali in francese) era un progetto di grattacielo di cui era programmata la costruzione nel quartiere finanziario La Défense a Courbevoie (Hauts-de-Seine, Francia). Nonostante l'approvazione della costruzione, il progetto è stato tuttavia abbandonato nel 2011.
La progettazione è cominciata ufficialmente il 18 ottobre 2006 per conto della compagnia italiana Assicurazioni Generali. È parte della modernizzazione di La Défense e avrebbe dovuto essere costruito da Vinci sul sito del precedente Palazzo Iris, completato nel 1983. La Torre Generali avrebbe un'altezza stimata di 307,7 m dal piano terra e un costo totale di 500 milioni di euro.
L'edificio avrebbe avuto 400 m² di pannelli fotovoltaici, 800 m² di pannelli solari e 18 turbine eoliche assiali per produrre energia. Altre iniziative per l'ambiente si sarebbero pensate durante il progetto, tra cui un impianto per il teleriscaldamento e il teleraffreddamento.
Una volta completata, la torre sarebbe stata il più alto edificio dell'Unione europea dopo l'Hermitage Plaza e lo Shard London Bridge.